# 100 Dollar mehr, wenn’s ein Junge wird
100 Dollar mehr, wenn’s ein Junge wird (Originaltitel: The Baby Maker) ist ein amerikanischer Spielfilm aus dem Jahr 1970 von James Bridges, der hiermit sein Regiedebüt gab. Fred Karlin und Marsha Karlin wurden 1971 für den Oscar für die beste Filmmusik nominiert.

## Handlung
Nachdem Tish Gray ein Kind zur Adoption abgab, macht ihr das wohlhabende Ehepaar Suzanne und Jay Wilcox das Angebot, als Leihmutter zu fungieren. Sie nimmt das scheinbar einfache Angebot an, das sich doch nicht als so problemlos erweist.

## Rezeption
Das Lexikon des internationalen Films urteilte:

„Im ersten Spielfilm von James Bridges (‚Das China-Syndrom‘) liegt die Qualität des Drehbuchs noch deutlich über der der Inszenierung, dennoch ist eine subtile Studie entstanden, die menschliche Beziehungen und Verhaltensweisen unter ungewöhnlichen Umständen thematisiert. Dem nach wie vor aktuellen Thema nähert der Film sich mit großer Sorgfalt.“

## Auszeichnungen
- Oscar-nominiert für beste Filmmusik (Original Song Score). Der Oscar ging an die Mitglieder der Beatles in Let It Be.[2]